# Кардридер
Кардри́дер (англ. Card reader, также используются варианты написания картридер, кард-ридер, картовод и пр.) — устройство для чтения карт памяти, а также иных электронных карт самого разного назначения. В частности, смарт-карт, флеш-карт, SIM-карт.
Наибольшее распространение получили:
- универсальные кардридеры для накопителей информации на базе флеш-памяти, содержащие часто по несколько различных разъёмов и подключаемые по интерфейсу USB к компьютеру общего назначения. Бывают внешние (в виде отдельного устройства) и внутренние (в виде модуля, устанавливаемого в отсек 3,5" системного блока). USB кардридеры обычно реализуют стандартный класс англ. USB Mass Storage Device[2], драйверы для которого включены в большинство операционных систем и загрузчиков.
- специализированные устройства чтения smart-карт, сопряжённые с аппаратурой, использующей соответствующий тип карт. Например, банкомата (EMV), устройство чтения карт в АСКП и пропускных пунктах метрополитена.

По принципу действия устройства чтения карт бывают:
- Традиционные, с электрическим присоединением контактов. Обеспечивают наибольшую скорость обмена данными. В настоящее время применяются как устройства компьютерной памяти наравне с жёсткими дисками.
- Магнитные, имеющие магнитную головку для чтения полосы на магнитных картах. Карты для данного типа устройств долгое время отличались наименьшей себестоимостью производства, и потому такие системы получили широкое распространение.
- Электронные бесконтактные (NFC).

- Встраиваемый в 3,5"-отсек мультикардридер карт-памяти (USB 2.0, T-Flash (microSD), SD/MMC, XD, CF/CF II, MS/MS Duo)
- Кардридер в формфакторе USB-флеш-накопителя для карт-памяти
- PCMCIA-кардридер смарт-карт
- Компактный USB-кардридер смарт-карт
- Кардридер с интерфейсом RS-232 (разъём DE-9) для смарт-карт
- Картридер профессиональный для чтения смарт-карт с USB-разъёмом и Type-C

## Смарт-карт ридер
Смарт-карт ридер (Smart Card reader) — устройство для считывания информации со смарт-карт и записи на них необходимых данных. Отличительными особенностями смарт-карт ридеров являются высокая надёжность и эргономичность.

### Применение
Смарт-карт ридеры могут использоваться:
- в инфраструктуре открытых ключей (PKI) и сетевой безопасности;

- в электронном банкинге и при совершении электронных платежей;

- при работе с электронными системами здравоохранения;

- в программах лояльности;

- в электронных удостоверениях сотрудников (служащего, чиновника) и других.

### Виды

#### Смарт-карт ридеры по типу подключения к ПК

##### 1. Проводные
- Type-A

- Type-C

- Порт для OEM

##### 2.Беспроводные
- Bluetooth

#### Смарт-карт ридеры по типу обмена со считывающим устройством

##### 1. Контактные
- Для смарт-карты с интерфейсом ISO 7816

##### 2. Бесконтактные
- NFC

- Бесконтактные (RFID) для смарт-карт ( ISO/IEC 14443, реже ISO/IEC 15693)

##### 3. Дуальные
- Контактные + NFC

### Варианты корпуса (исполнения)
- горизонтальный (Base)

- вертикальный

- с подставкой

- встраиваемый (embedded, OEM)

- mini

### Дополнительные возможности
- считывание отпечатка пальца (биометрические смарт-карт ридеры)